# Brendan Dolan
Brendan Dolan (Enniskillen, 2 augustus 1973), bijgenaamd The History Maker, is een darter uit Noord-Ierland.

## Carrière
Dolan is vooral bekend geworden toen hij op de World Grand Prix 2011 voor een historisch moment in de dartsgeschiedenis zorgde. In de halve finale tegen James Wade gooide hij de eerste 9-darter ooit in een toernooi waarin het verplicht is om de leg zowel te openen als te sluiten met een dubbel. Hij begon met dubbel 20, triple 20, triple 20 = (160), vervolgde met triple 20, triple 20, triple 20 = (180) en eindigde met triple 20, triple 17, bullseye = (161). Naar aanleiding van deze 9-darter heeft hij de bijnaam The History Maker opgespeld gekregen. Hij won de wedstrijd van Wade maar verloor de finale van Phil Taylor.
In 2012 heeft hij dit succes kunnen voortzetten door enkele halve en achtste finales te halen.

## Resultaten op Wereldkampioenschappen

### WDF
- 2005: Laatste 128 (verloren van Danny MacInnes met 0-4)

### PDC
- 2009: Laatste 64 (verloren van James Wade met 0-3)
- 2010: Laatste 32 (verloren van Raymond van Barneveld met 0-4)
- 2011: Laatste 32 (verloren van Wes Newton met 0-4)
- 2012: Laatste 64 (verloren van Kim Huybrechts met 0-3)
- 2013: Laatste 32 (verloren van Raymond van Barneveld met 1-4)
- 2014: Laatste 32 (verloren van Gary Anderson met 1-4)
- 2015: Laatste 32 (verloren van  Michael Smith met 2-4)
- 2016: Laatste 64 (verloren van Kyle Anderson met 0-3)
- 2017: Laatste 32 (verloren van Jelle Klaasen met 0-4)
- 2018: Laatste 64 (verloren van Robert Thornton met 1-3)
- 2019: Kwartfinale (verloren van Nathan Aspinall met 1-5)
- 2020: Laatste 64 (verloren van Gary Anderson met 0-3)
- 2021: Laatste 32 (verloren van Gerwyn Price met 3-4)
- 2022: Laatste 64 (verloren van Callan Rydz met 0-3)
- 2023: Laatste 32 (verloren van Jonny Clayton met 1-4)
- 2024: Kwartfinale (verloren van Luke Littler met 1-5)
- 2025: Laatste 32 (verloren van Michael van Gerwen met 2-4)

## Resultaten op de World Matchplay
- 2012: Laatste 32 (verloren van Andy Hamilton met 7-10)
- 2013: Laatste 16 (verloren van Adrian Lewis met 5-13)
- 2014: Laatste 32 (verloren van Richie Burnett met 4-10)
- 2015: Laatste 16 (verloren van James Wade met 8-13)
- 2016: Laatste 16 (verloren van Mervyn King met 8-11)
- 2020: Laatste 32 (verloren van Michael van Gerwen met 7-10)
- 2021: Laatste 32 (verloren van Krzysztof Ratajski met 4-10)
- 2022: Laatste 32 (verloren van Danny Noppert met 6-10)
- 2023: Laatste 16 (verloren van Damon Heta met 1-11)
- 2024: Laatste 32 (verloren van Joe Cullen met 4-10)